# Фольиццо
Фольи́ццо (итал. Foglizzo, пьем. Fojiss) — коммуна в Италии, в регионе Пьемонт, подчиняется административному центру Турин.
Население составляет 2180 человек (2008 г.), плотность населения составляет 145 чел./км². Занимает площадь 15 км². Почтовый индекс — 10090. Телефонный код — 011.
Покровительницей коммуны почитается святая равноапостольная Мария Магдалина, празднование 22 июля.

## Демография
Динамика населения:

## Администрация коммуны
- Официальный сайт: http://www.comune.foglizzo.to.it/